# Jo van Nunen
Johannes Arnoldus Elisabeth Emmanuel (Jo) van Nunen (Venlo, 23 december 1945 - Vancouver, 12 mei 2010) was een Nederlands ingenieur, hoogleraar logistiek aan de Erasmus Universiteit Rotterdam, en expert op het gebied van logistiek, Supply Chain Management en Operations Research.
Van Nunen studeerde toegepaste wiskunde aan de Technische Universiteit Eindhoven tot 1971, en promoveerde daar in 1976 bij Jaap Wessels op het proefschrift "Contracting Markov decision processes". Na zijn studie bleef hij in Eindhoven aan de universiteit werken als wetenschappelijk medewerker. In 1978 was hij een jaar gasthoogleraar aan de North Carolina State University in de Verenigde Staten. In 1984 volgde een aanstelling als hoogleraar aan de Interuniversitair Instituut Bedrijfskunde in Delft. Hij verhuisde hier mee toen dit instituut opging in de Erasmus Universiteit Rotterdam als faculteit Bedrijfskunde, tegenwoordig de Rotterdam School of Management. Tot zijn promovendi behoort Walther Ploos van Amstel.
Van Nunen was parttime verbonden aan Deloitte. Verder was hij jaren bestuurslid en sinds 2009 voorzitter van de Vereniging Logistiek Management. Hij was actief binnen het EICB (Expertise- en InnovatieCentrum Binnenvaart), en was één hij van de grondleggers van het onderzoeksinstituut Dinalog (Dutch Institute for Advanced Logistics) in Breda. In 2007 ontving hij de IBM Faculty Award, een oeuvreprijs voor zijn gehele wetenschappelijke werk.

## Publicaties
- 1976. Contracting Markov decision processes. Proefschrift Eindhoven
- 1982. Een decision support systeem voor locatie en allocatie problemen bij een drankenconcern. Met Jacques Benders.
- 1983. Personeelplanning : theorie en praktijk. Met Jacob Wijngaard (red.). Alphen aan den Rijn : Samsom.
- 1984. Beslissings-ondersteunende systemen : een blijvende uitdaging. Inaugurele rede Delft, Interuniversitair Instituut Bedrijfskunde
- 1993. Organisational redesign through telecommunications exploring authority shifts in agency relationships. Met Hans van der Heijden en Rene Wagenaar.
- 1999. SimLog: simulatie en logistiek rond de haven. Met Leonard Verspui.